# Izaijev vnebohod
Izaijev vnebohod je judovsko-krščanski psevdoepigraf.  Poznavalci ocenjujejo nastanek Izaijevega vnebohoda nekako od zadnjih desetletij 1. stoletja do zgodnjih desetletij 3. stoletja, večina ga uvršča v zgodnje 2. stoletje. Razlog za tako velik razpon pri datiranju je v dejstvu, da praktično ni informacij, ki bi omogočale zanesljivo datiranje v katerem koli določenem obdobju. Številni učenjaki menijo, da gre za zbirko več besedil, ki jih je dokončal neznani krščanski pisec, ki je trdil, da je prerok Izaija, medtem ko je vse več učenjakov v zadnjih letih trdilo, da je delo enega samega avtorja, ki pa je morda uporabil več virov.

## Vsebina

### Struktura
Knjiga ima tri glavne dele: 
- Prvi del knjige (poglavja 1–5), ki ga na splošno imenujemo Izaijevo mučeništvo, pripoveduje in razširja dogajanje v Drugi knjigi kraljev, v 21. poglavju. Izaija opozarja umirajočega Ezekijo, da njegov dedič, Manase, ne bo sledil isti pot. Ko Manasse prevzame oblast in se Izaijevo opozorilo izkaže za resnično, se Izaija in skupina prerokov odpravijo v puščavo. Demon, imenovan Beliar, navdihne lažnega preroka po imenu Belkira, da Izaija obtoži izdajstva. Kralj posledično Izaija obsodi na smrt. Čeprav se Izaija skrije v drevo, ga najdejo. 
  - Sredi tega prvega dela (3: 13–4: 22) je krščanska apokalipsa, imenovana Ezekijeva zaveza, ki opisuje videnje Jezusovega prihoda, kasnejšo pokvarjenost krščanske Cerkve, vladavino Beliarja in drugi prihod . Vse to je pisano tako, da je očitno. da gre za preganjanje Cerkve s strani Nerona in prepričanje, da je bil Neron antikrist.
- Drugi del knjige (poglavja 6–11) se imenuje Izaijevo videnje in opisuje pot, ki jo je pred dogodki prvega dela knjige, s pomočjo angelov, opravil Izaija skozi sedem nebes. Ohranjeno je v obliki, ki je jasno zapisana s krščanske perspektive, osredotoča se na Jezusovo smrt in njegovo vstajenje, predvsem pa na Jezusov vnebohod. Obstoječi popolni rokopisi Izaijinega vnebovzetja vključujejo kratek prikaz Jezusove rojstne dobe, rojstva in križanja (11: 2-22).